# 黑鷹 (酋長)

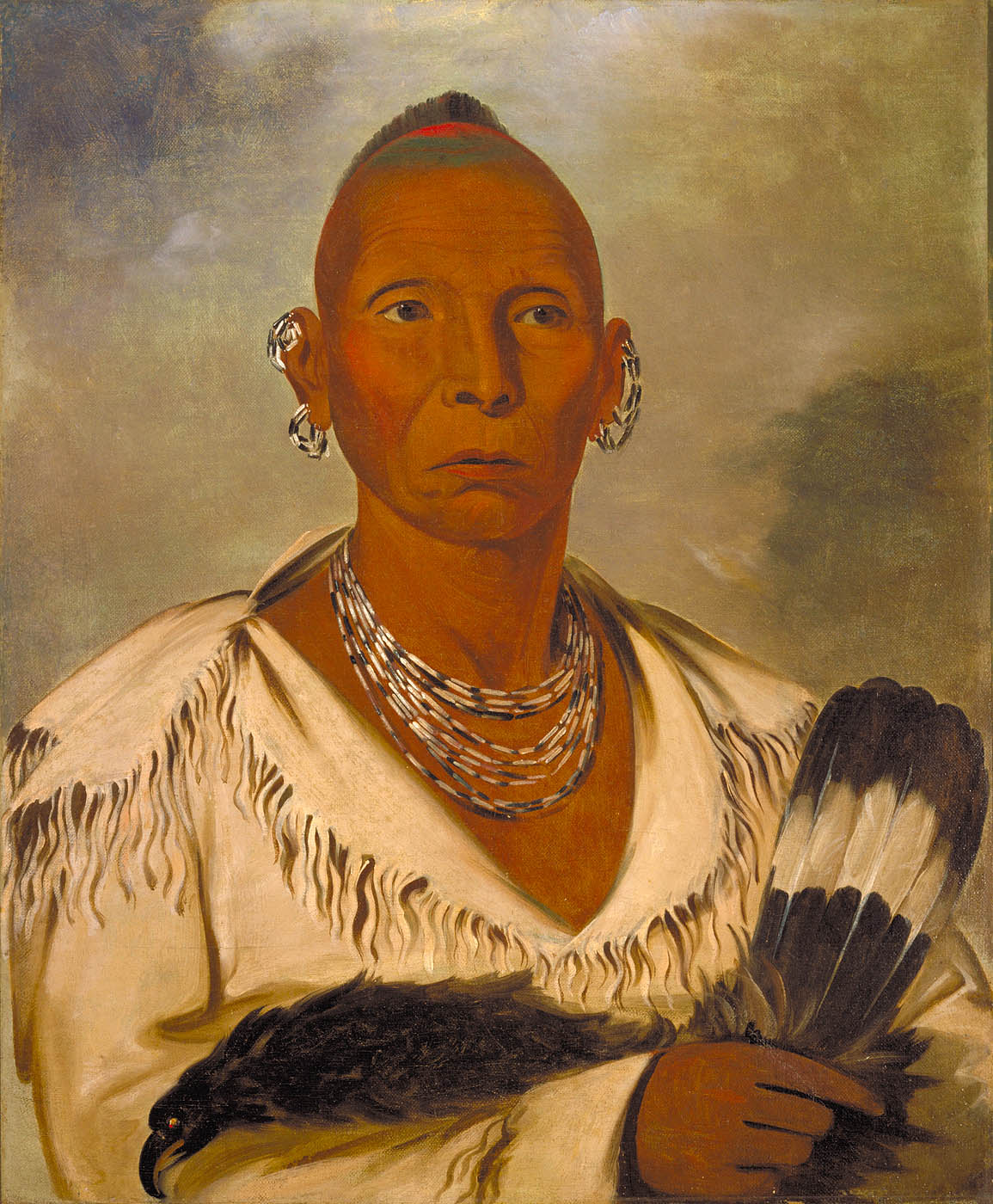
黑鷹的肖像，1832年

黑鷹（英語：Black Hawk，原名Ma-ka-tai-me-she-kia-kiak（索克語：Mahkatêwe-meshi-kêhkêhkwa），約1767年–1838年10月3日），是一名北美索克族（Sauk）酋長和戰士，曾經活躍在現在的美國中西部。黑鷹出身於英屬北美的伊利諾伊地區，在今日的闊德城附近。儘管他從父親那裡繼承了重要的聖包（sacred bundle），但他並不是世襲的民事首長，黑鷹透過他的戰爭行動贏得了酋長的地位。他曾在在1832年黑鷹戰爭期間領導一支索克戰士隊伍襲擊美國殖民者。
1812年戰爭期間，黑鷹站在英國一側對抗美國，希望將美國白人定居者趕出索克族的領土。後來他在1832年黑鷹戰爭期間領導了一支由索克和福克斯戰士組成的聯隊，在現在的伊利諾伊州和威斯康星州對抗白人定居者。黑鷹被擊敗，最終為了避免流血在1834年簽下聖路易條約。戰後他被美軍俘虜並帶到美國東部，並與其他戰爭領導人一起參觀了幾個城市。
在被釋放前不久，黑鷹向翻譯講述了他的故事。在一名報紙記者的幫助下，他於1833年出版了《Ma-Ka-Tai-Me-She-Kia-Kiak，或黑鷹的自傳：擁抱他民族的傳統…》（英語：Autobiography of Ma-Ka-Tai-Me-She-Kia-Kiak, or Black Hawk, Embracing the Traditions of his Nation...）。這本書立即成為了暢銷書，並已出版多個版本。黑鷹於1838年在現今愛荷華州東南部去世，享年71歲。
美國後來有諸多事物是以他命名的，如伊利諾州本森維爾的黑鷹高中、艾奧瓦州的布萊克霍克縣、密西西比州的布萊克霍克地區、國家籃球聯盟的亚特兰大老鹰隊、國家冰球聯盟的芝加哥黑鷹隊，以及最為著名的UH-60黑鷹直升機。